# 大和リビングオーストラリア
大和リビングオーストラリア（だいわリビングオーストラリア、英: Daiwa Living Australia Pty Ltd）は、オーストラリアに本社を置く会社。大和ハウスのグループ会社である。
大和リビンググループのオーストラリア・ニュージーランドにおけるサービスアパートメント関連事業を展開している。

## 事業内容
- 短期賃貸アパートメント

## 関連会社
- 大和ハウス工業
- 大和リビング
- 大和リビングマネジメント
- 大和エステート
- ハートワン信託
- 大和リビングステイ
- 大和リビングユーティリティーズ
- Double-D
- D.U-NET
- 大和リビングカリフォルニア
- 大和リビングベトナム